# Севільський метрополітен
Севільський метрополітен (ісп. Metro de Sevilla) — лінія легкого метрополітену в місті Севілья, Іспанія.

## Історія
У перший раз будівництво метрополітену почалося у середині 1974 року. До початку 1980-х років будівництво йшло без ускладнень, потім навколо траси будівництва почали з'являться тріщини у будинках. Це викликало занепокоєння та протести громади міста. У 1984 році будівництво було зупинено, до того часу встигли побудувати близько 3 км тунелів та 3 підземні станції. У друге до проєкту повернулися у 1999 році, переробку першого проєкту доручили корпорації Севільське Метро (ісп. Sociedad del Metro de Sevilla), заснованою колишнім мером Севільї Алехандро Рохас Маркосом (Alejandro Rojas Marcos). Новий проєкт планував покриття Севільї і її приміської зони (1,500,000 мешканців) сіткою метро, сформованою з чотирьох гілок (на початок 2018 року вдалося побудувати лише одну лінію, інші три лінії залишилися на папері). В друге будівництво почалося 23 вересня 2003 року з приведення до ладу ділянки тунелю збудованої у кінці 1970-х. Хоча завершення будівництва мало відбутися у 2006, через затримки воно відбулося 2 квітня 2009 року з відкриття початкової ділянки з 18 станцій. Решта станцій була відкрита до кінця того ж року.

## Лінії
На лінії використовуються потяги трамвайного типу, що живляться від повітряної контактної мережі. Всі станції обладнані захисними дверима що відділяють платформу від потяга метро. На лінії 15 підземних станцій, решта наземні або естакадні.
| # | Колір        | Лінія            | Введена в дію | Довжина | Станції | Час поїздки |
| - | ------------ | ---------------- | ------------- | ------- | ------- | ----------- |
|   | Зелений      | Захід — Південь  | 2009          | 18 км   | 22      | 38 хвилин   |
|   | Синій        | Захід — Схід     | -             | 12.5 км | 17      | -           |
|   | Червоний     | Північ — Південь | -             | 11 км   | 17      | -           |
|   | Жовтогарячий | Напівколо        | -             | 15 км   | 19      | -           |

## Рухомий склад
Парк Севільського метрополітену складається з 17 зчленованих низькопідлогових вагонів CAF Urbos 2 (LRV) виробництва CAF. 
LRV Urbos 2 мають завдовжки 31 м, завширшки 2,65 метра та заввишки 3,3 м, із 6 кількістю дверей з кожного боку. 
Місткість кожного потяга — 192 пасажири, з них 60 сидячих і 132 стоячих. 
У потяга Urbos 2 є кондиціонери. 
Живлення LRV здійснюється від повітряного дроту живлення на 750 вольт.

## Режим роботи
- Метрополітен працює: у будні з 6:30 до 23:00, у п'ятницю з 6:30 до 02:00, у суботу з 07:30 до 02:00, та у неділю з 07:30 до 23:00.
- Інтервал руху: 3 хвилини у годину пік, 5-6 хвилин у день, та 12-15 ввечері та вночі.

## Галерея

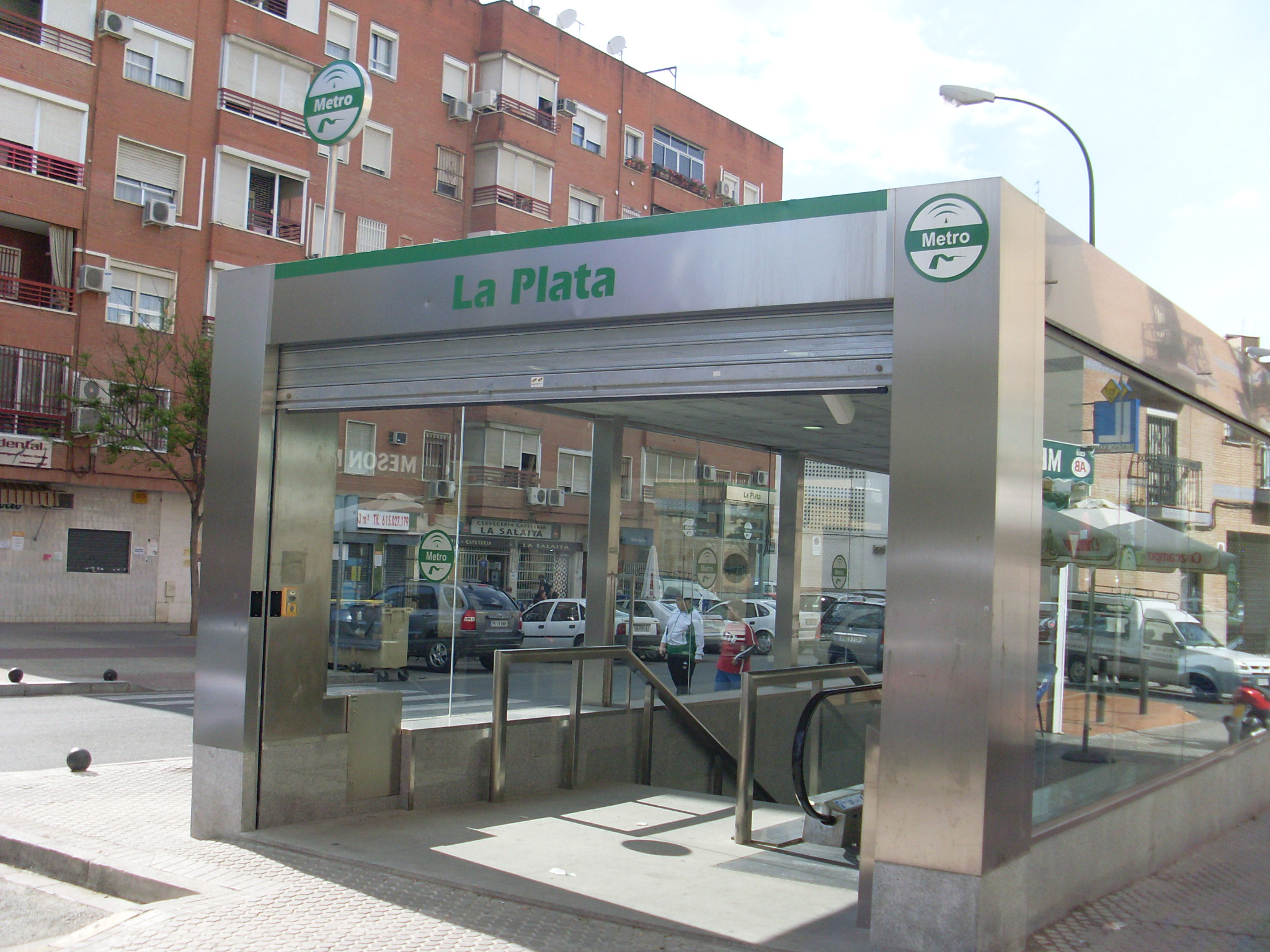
Вихід зі станції «La Plata»
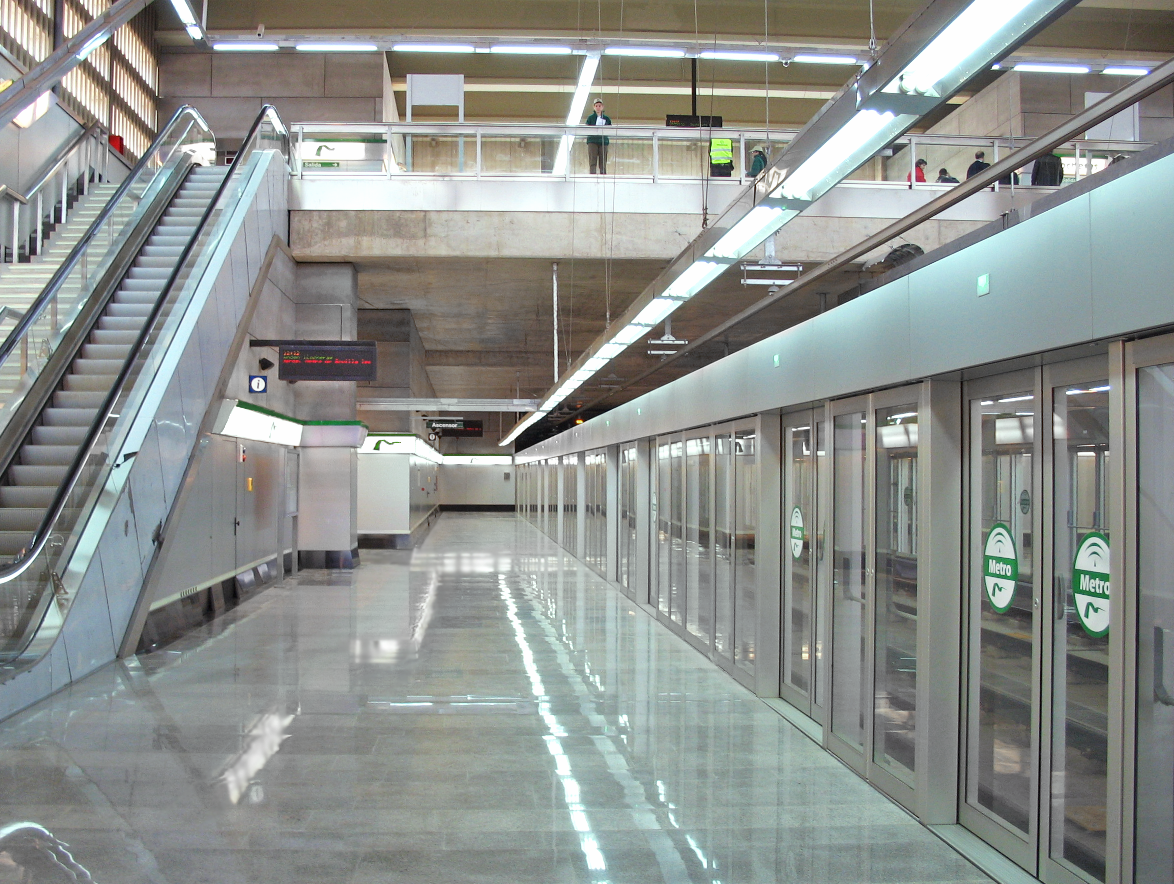
Станція «Cocheras»
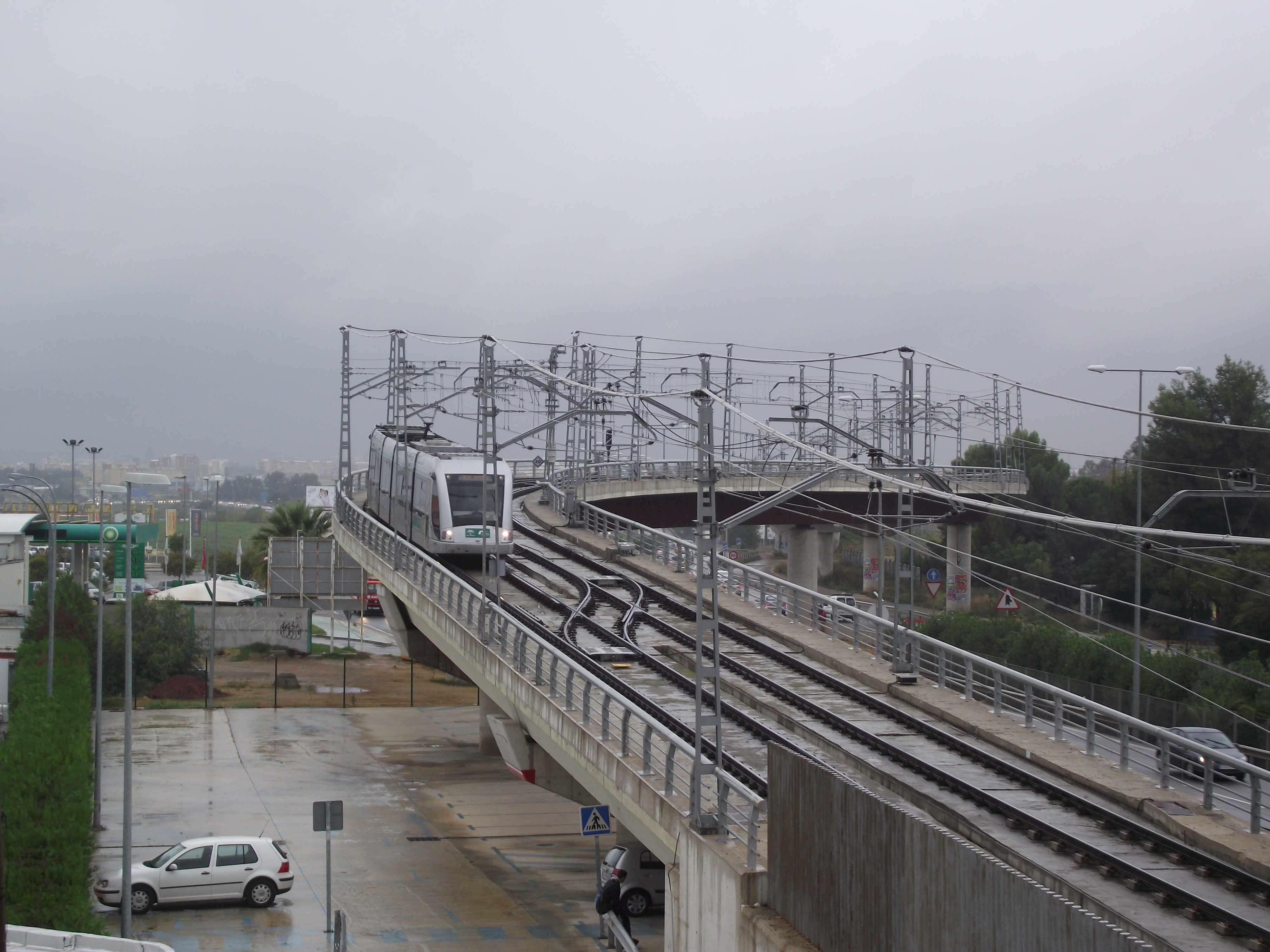
Потяг на естакадній ділянці
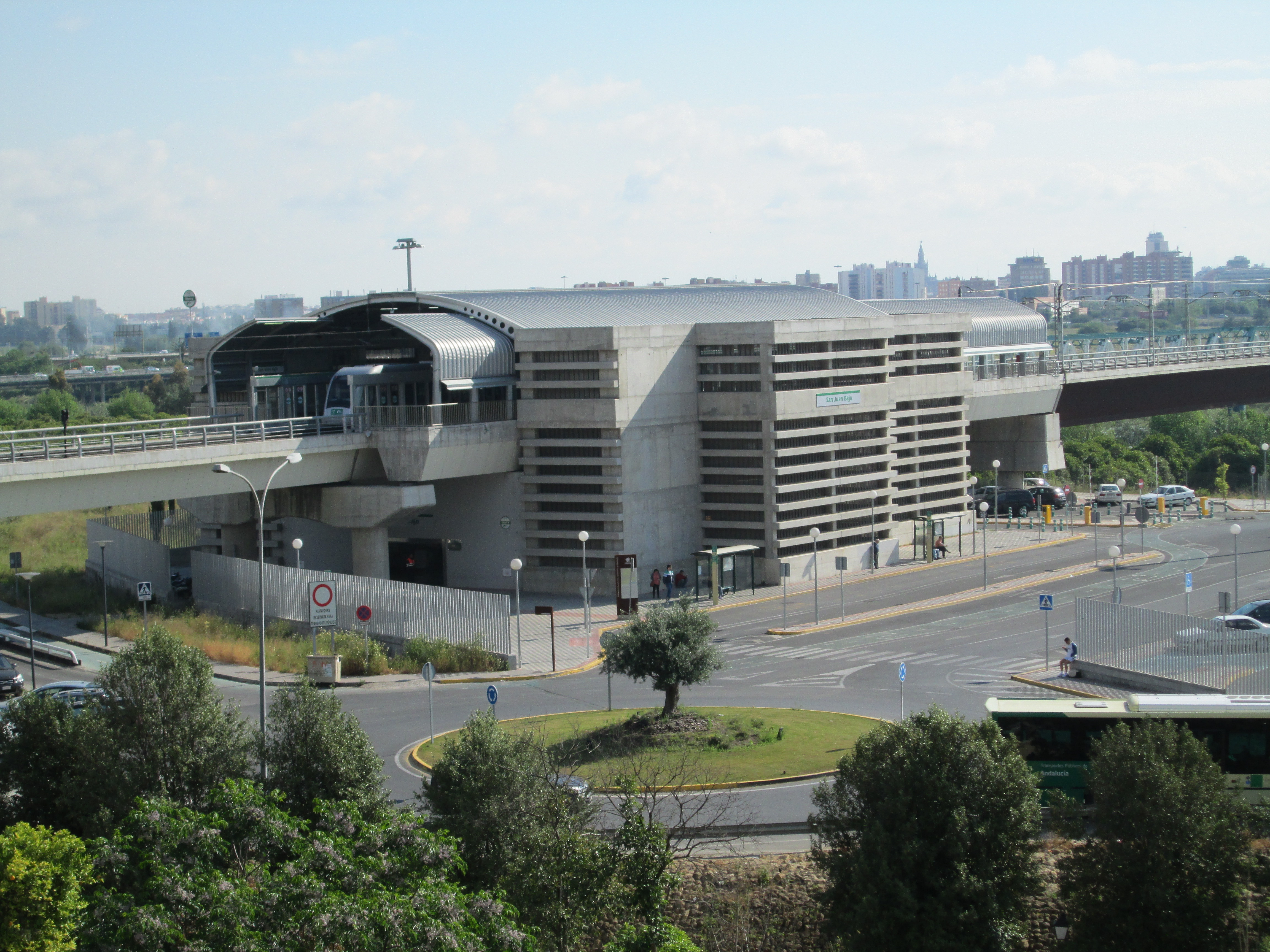
Естакадна станція «San Juan Bajo»